# Mschkawank

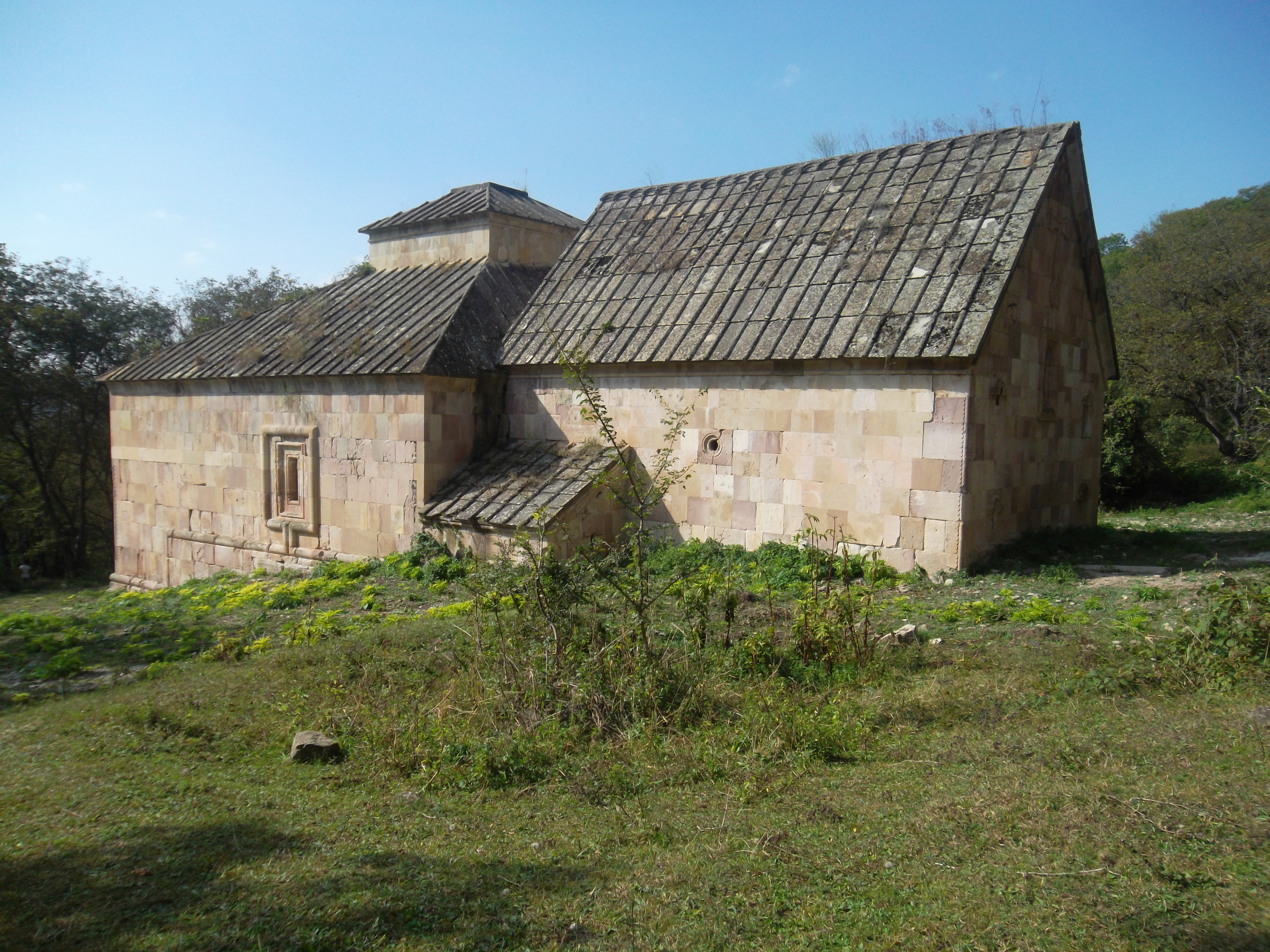
Kloster Mshkavank

Mschkawank (armenisch Մշկավանք Mutterkloster) ist ein ehemaliges Kloster der Armenischen Apostolischen Kirche in  der nordostarmenischen Provinz Tawusch. Gegründet wurde es im 12. Jahrhundert. Heute ist es verlassen. Die Gebäude sind weitgehend zerstört und das Areal ist überwachsen.

## Lage
Das Kloster liegt umgeben von dichten Wäldern auf einem Hochplateau sechs Kilometer westlich des Dorfes Koghb etwa 120 Kilometer von der armenischen Hauptstadt Jerewan entfernt. Dort wurde es an einen Hang gebaut.

## Baubeschreibung

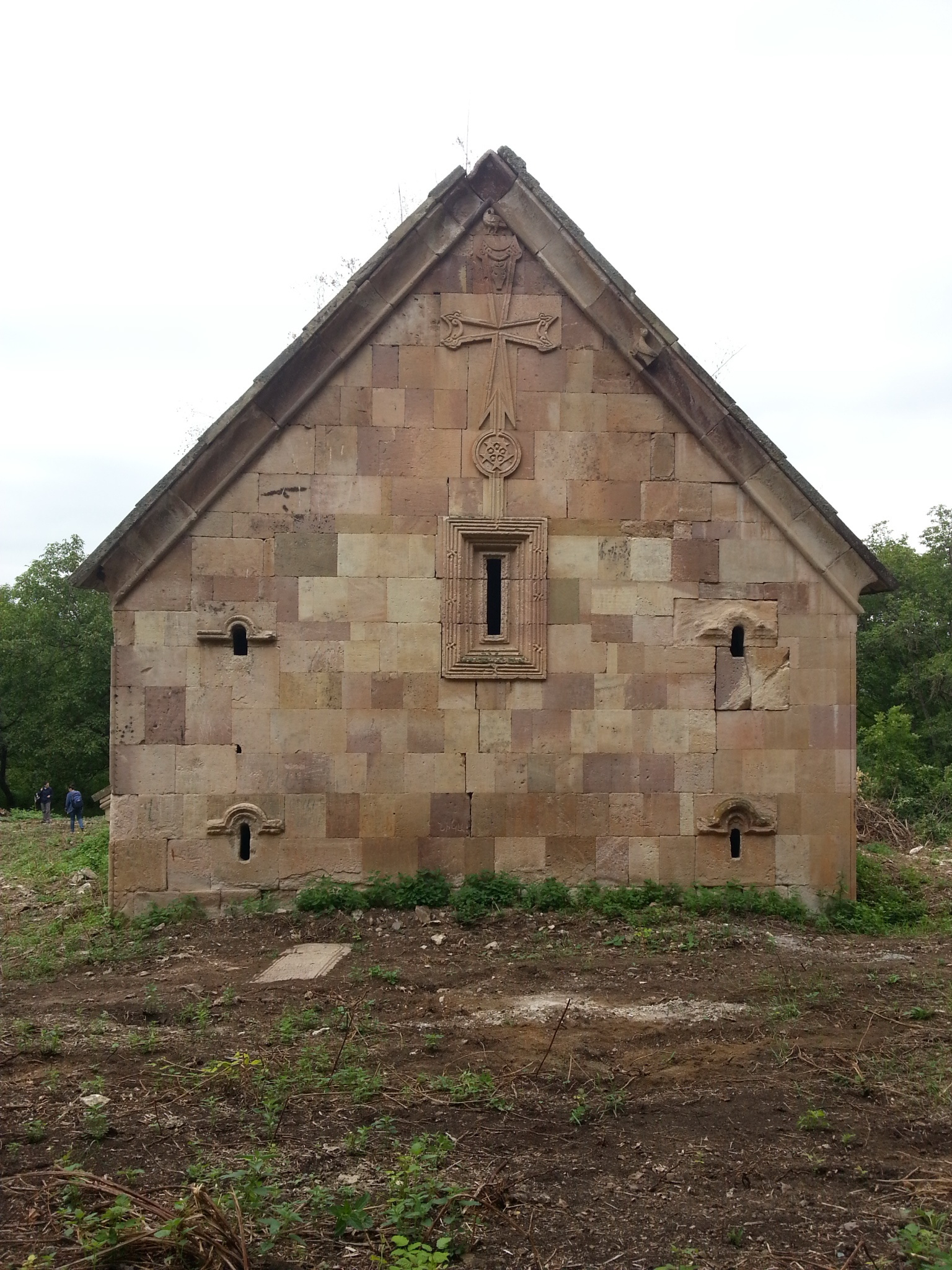
Die Ostfassade

Der Klosterkomplex besteht aus der restaurierten Astwazazin-Kirche mit vorgebautem Gawit, der Zghachatsch-Kirche aus dem 5. bis 6. Jahrhundert, der Twarageghzi-Kirche aus dem 6. Jahrhundert sowie einem Friedhof aus dem 12. und 13. Jahrhundert.
Das genaue Baujahr der Hauptkirche Surb Astwazazin (armenisch Սուրբ Աստվածածին, „Heilige Muttergottes“, westarmenisch Surp Asdwadsadsin, andere Umschriften Surb Astvatsatsin, Surp Astvatsatsin, Surb Astuacacin) ist unbekannt. Im Jahre 1219 wird sie als vollständig errichtete Kirche genannt. Sie hat einen quadratischen Grundriss und ist oben mit einem halbzylindrischen Gewölbe abgeschlossen. Vor allem die Ostfassade ist reich verziert. Über dem fein ausgearbeiteten zentralen Fenster erhebt sich ein geometrisches Muster aus dem ein Kreuz emporsteigt. Dieses ist in seinem oberen Arm mit einem Stierkopf verziert. Darüber ist ein Vogel zu sehen.
Der einzige Eingang zur Kirche befindet sich im Westen. Dort ist auch der Gawit aus dem 13. Jahrhundert vorgebaut. Er überragt die kleine Hauptkirche fast. Der Westeingang des Vorraums ist reich mit bunten Steinen verziert. Das dach wird von zwei miteinander verschränkten Paaren Bögen getragen.
Auf dem Klosterareal gibt es einen kleinen Friedhof. Auf dem Gelände stehen einige Chatschkare (kunstvoll behauene Gedächtnissteine mit einem Reliefkreuz in der Mitte, das von geometrischen und pflanzlichen Motiven umgeben ist).
In den Jahren 1955 bis 1960 fanden Restaurierungsarbeiten in Mshkavank statt.